# 147971 Nametoko
147971 Nametoko este un asteroid din centura principală de asteroizi.

## Descriere
147971 Nametoko este un asteroid din centura principală de asteroizi. A fost descoperit pe 24 noiembrie 1994 la Kuma Kogen de Akimasa Nakamura. Asteroidul prezintă o orbită caracterizată de o semiaxă mare de 3,18 ua, o excentricitate de 0,20 și o înclinație de 6,3° în raport cu ecliptica.